# WʽZB
WʽZB (vocalizado como Waʽzeb) o Ella Gabaz fue un rey de Axum que floreció a mediados del siglo VI. Utiliza el nombre "Ella Gabaz" en sus monedas, pero en una inscripción se refiere a sí mismo como WʽZB, indicando que es el "hijo de Ella Atsbeha" (comúnmente identificado como el rey Kaleb).
En su análisis de este monarca, el historiador S. C. Munro-Hay se basa en relatos históricos sobre Abba Libanos, el "Apóstol de Eritrea", donde se menciona a un rey llamado "Za-Gabaza Aksum". Munro-Hay sugiere que Ella Gabaz y Za-Gabaza podrían haber sido epítetos de WʽZB, y que su reinado incluyó importantes construcciones en Mariam Syon (la actual Iglesia de Nuestra Señora María de Sion) en Axum.